# Daniel Prévost (herec)
Daniel Prévost (* 20. října 1939 Garches, Hauts-de-Seine) je francouzský divadelní a filmový herec a humorista, držitel Césara.

## Život a kariéra
Narodil se v tehdejším francouzském departementu Seine-et-Oise. Studoval herectví v Paříži a už na škole získal první hereckou cenu. Na začátku kariéry se setkal s Michelem Serraultem a notně spolupracoval s Jeanem Yannem.
V 70. letech 20. století se stal známým díky satirickému televiznímu pořadu Le petit rapporteur producenta Jacquesa Martina.
Během své kariéry hrál v téměř 100 filmech, kromě jiného v dramatu Uranus z roku 1990, ve kterém přesvědčivě ztvárnil zákeřného, ale ne přesto zcela zkaženého komunistu Rocharda a za svůj výkon v tomto filmu byl o rok později nominován na Césara. Další nominace už skončila oceněním, a to za konverzační komedii Blbec k večeři režiséra Francise Vebera z roku 1998.
Je otcem herců Sörena Prévosta, Erlinga Prévosta a Christopha Prévosta. V roce 2012 oznámil, že má kromě francouzského také alžírské občanství.

## Filmografie (výběr)

### Celovečerní filmy
- 1966 : Srdcový král (Le Roi de cœur), režie Philippe de Broca
- 1971 : V rytmu valčíku (Laisse aller, c'est une valse), režie Georges Lautner
- 1973 : Nevím nic, ale řeknu všechno (Je sais rien, mais je dirai tout), režie Pierre Richard
- 1973 : Domovník (Le Concierge), režie Jean Girault
- 1973 : Běží, běží po předměstí (Elle court, elle court la banlieue), režie Gérard Pirès
- 1974 : Řidičský průkaz (Le Permis de conduire), režie Jean Girault
- 1974 : Juliette a Juliette (Juliette et Juliette), režie Jean Collomb
- 1975 : Co je moc, to je moc (Trop c'est trop), režie Didier Kaminka
- 1976 : Případný sňatek možný (Cours après moi que je t'attrape), režie Robert Pouret
- 1976 : Situace je vážná, nikoli však zoufalá (La Situation est grave... mais pas désespérée), režie Jacques Besnard
- 1979 : Úspěšný společník (L'Associé), režie René Gainville
- 1990 : Uranus (Uranus), režie Claude Berri
- 1993 : Zachraň se kdo můžeš! (Une journée chez ma mère), režie Dominique Cheminal
- 1994 : Le Colonel Chabert (Le Colonel Chabert), režie Yves Angelo
- 1996 : Povolání: Učitel (Le Plus beau métier du monde), režie Gérard Lauzier
- 1996 : Má žena mě opustila (Ma femme me quitte), režie Didier Kaminka
- 1997 : Hlavou proti zdi (Droit dans le mur), režie Pierre Richard
- 1998 : Blbec k večeři (Le Diner de cons), režie Francis Veber
- 2001 : Zločin v ráji (Un Crime au paradis), režie Jean Becker
- 2002 : Jak řeknete, šéfe (Mon idole), režie Guillaume Canet
- 2003 : Na ústa ne (Pas sur la bouche), režie Alain Resnais
- 2008 : Muž a jeho pes (Un homme et son chien), režie Francis Huster
- 2009 : Mikulášovy patálie (Le Petit Nicolas), režie Laurent Tirard

### Televize
- 1977 : Dobrý den, pane Offenbachu (Les Folies Offenbach), televizní seriál, režie Michel Boisrond
- 2003 : Volpone (Volpone), televizní film, režie Frédéric Auburtin

## Ocenění

### César
Ocenění
- 1999: César pro nejlepšího herce ve vedlejší roli za film Blbec k večeři

Nominace
- 1991: César pro nejlepšího herce ve vedlejší roli za film Uranus